# Georg Karrenberg
Georg Karrenberg es un deportista alemán que compitió para la RFA en taekwondo. Ganó una medalla de bronce en el Campeonato Mundial de Taekwondo de 1973 en la categoría de –64 kg.

## Palmarés internacional
| Campeonato Mundial | Campeonato Mundial   | Campeonato Mundial | Campeonato Mundial |
| Año                | Lugar                | Medalla            | Categoría          |
| ------------------ | -------------------- | ------------------ | ------------------ |
| 1973               | Seúl (Corea del Sur) | Medalla de bronce  | –64 kg             |